# Stazione di Corteolona
La stazione di Corteolona è una stazione ferroviaria posta lungo la linea Pavia-Cremona, a servizio di Corteolona, frazione del comune di Corteolona e Genzone.

## Strutture ed impianti

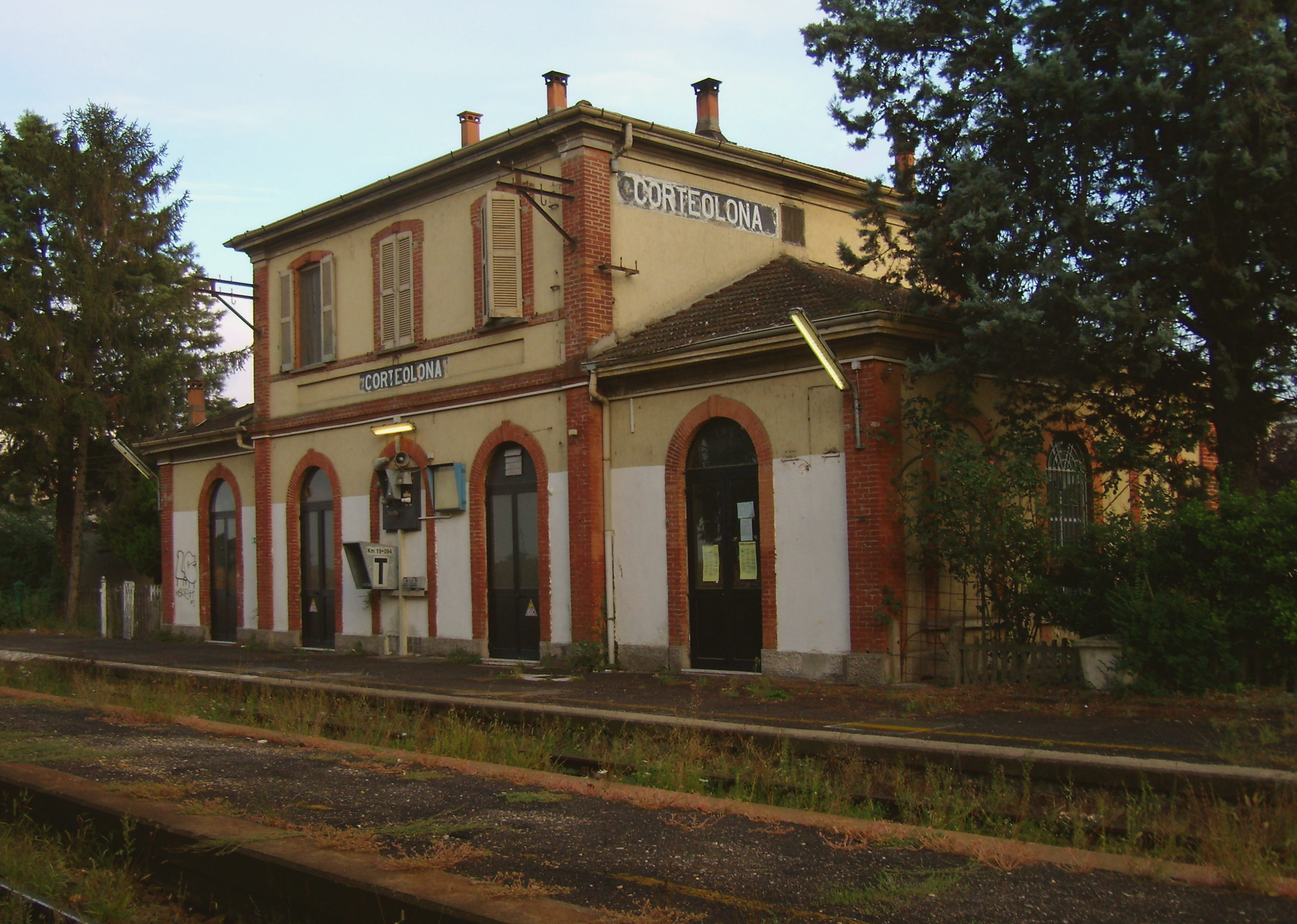
Il piazzale binari

La stazione, gestita da Rete Ferroviaria Italiana, è fornita di un fabbricato viaggiatori a 2 piani, costruito nel classico stile delle Strade Ferrate Meridionali, che costruirono la linea e la esercirono fino al 1868.
La pianta dei fabbricati è rettangolare.
La struttura si compone di tre corpi: uno centrale e due corpi minori, posti ai lati, che si sviluppano in modo simmetrico; il corpo centrale si sviluppa su due livelli ma soltanto il piano terra è aperto al pubblico, mentre il secondo livello è abitazione privata. L'edificio è in muratura ed è tinteggiato di giallo.
La stazione, dotata di due binari di cui uno di corretto tracciato ed uno per effettuare incroci, possedeva due raccordi: uno per la locale industria casearia Galbani ed un altro che entrava in una locale azienda di spedizioni.